# Prezydenci Madagaskaru

## Lista Prezydentów Madagaskaru

### Republika Malgaska

#### Autonomia
| 1 |  | Philibert Tsiranana (1912–1978) | 1 maja 1959 | 26 czerwca 1960 | Socjaldemokratyczna Partia Madagaskaru i Komorów |

#### Niepodległe państwo
| Osoba                                         | Osoba     | Osoba                             | Kadencja             | Kadencja             | Partia polityczna                                |           |           |
| #                                             | Portret   | Imię i nazwisko                   | Od                   | Do                   | Partia polityczna                                |           |           |
| Prezydent                                     | Prezydent | Prezydent                         | Prezydent            | Prezydent            | Prezydent                                        | Prezydent | Prezydent |
| --------------------------------------------- | --------- | --------------------------------- | -------------------- | -------------------- | ------------------------------------------------ | --------- | --------- |
| (1)                                           |           | Philibert Tsiranana (1912–1978)   | 26 czerwca 1960      | 11 października 1972 | Socjaldemokratyczna Partia Madagaskaru i Komorów |           |           |
| Głowa Państwa                                 |           |                                   |                      |                      |                                                  |           |           |
|                                               |           | Gabriel Ramanantsoa (1906–1979)   | 11 października 1972 | 5 lutego 1975        | wojskowy                                         |           |           |
|                                               |           | Richard Ratsimandrava (1931–1975) | 5 lutego 1975        | 11 lutego 1975       | wojskowy                                         |           |           |
| Przewodniczący Narodowego Komitetu Wojskowego |           |                                   |                      |                      |                                                  |           |           |
|                                               |           | Gilles Andriamahazo (1919–1989)   | 12 lutego 1975       | 15 czerwca 1975      | wojskowy                                         |           |           |
| Przewodniczący Najwyższej Rady Rewolucyjnej   |           |                                   |                      |                      |                                                  |           |           |
|                                               |           | Didier Ratsiraka (1936–2021)      | 15 czerwca 1975      | 30 grudnia 1975      | wojskowy                                         |           |           |

### Demokratyczna Republika Madagaskaru
| Osoba                                       | Osoba                                       | Osoba                                       | Kadencja                                    | Kadencja                                    | Partia polityczna                              |                                             |                                             |
| #                                           | Portret                                     | Imię i nazwisko                             | Od                                          | Do                                          | Partia polityczna                              |                                             |                                             |
| Przewodniczący Najwyższej Rady Rewolucyjnej | Przewodniczący Najwyższej Rady Rewolucyjnej | Przewodniczący Najwyższej Rady Rewolucyjnej | Przewodniczący Najwyższej Rady Rewolucyjnej | Przewodniczący Najwyższej Rady Rewolucyjnej | Przewodniczący Najwyższej Rady Rewolucyjnej    | Przewodniczący Najwyższej Rady Rewolucyjnej | Przewodniczący Najwyższej Rady Rewolucyjnej |
| ------------------------------------------- | ------------------------------------------- | ------------------------------------------- | ------------------------------------------- | ------------------------------------------- | ---------------------------------------------- | ------------------------------------------- | ------------------------------------------- |
|                                             |                                             | Didier Ratsiraka (1936–2021)                | 30 grudnia 1975                             | 4 stycznia 1976                             | wojskowy                                       |                                             |                                             |
| Prezydent                                   |                                             |                                             |                                             |                                             |                                                |                                             |                                             |
| 2                                           |                                             | Didier Ratsiraka (1936–2021)                | 4 stycznia 1976                             | 12 września 1992                            | Stowarzyszenie na rzecz Odrodzenia Madagaskaru |                                             |                                             |

### Trzecia Republika
| Osoba                                  | Osoba     | Osoba                                              | Kadencja         | Kadencja        | Partia polityczna                              |           |           |
| #                                      | Portret   | Imię i nazwisko                                    | Od               | Do              | Partia polityczna                              |           |           |
| Prezydent                              | Prezydent | Prezydent                                          | Prezydent        | Prezydent       | Prezydent                                      | Prezydent | Prezydent |
| -------------------------------------- | --------- | -------------------------------------------------- | ---------------- | --------------- | ---------------------------------------------- | --------- | --------- |
| (2)                                    |           | Didier Ratsiraka (1936–2021)                       | 12 września 1992 | 27 marca 1993   | Stowarzyszenie na rzecz Odrodzenia Madagaskaru |           |           |
| 3                                      |           | Albert Zafy (1927–2017)                            | 27 marca 1993    | 5 września 1996 | Narodowy Związek na rzecz Demokracji i Rozwoju |           |           |
| –                                      |           | Norbert Ratsirahonana (1938–) (pełniący obowiązki) | 5 września 1996  | 9 lutego 1997   | Osądzeni Twoją Pracą                           |           |           |
| (2)                                    |           | Didier Ratsiraka (1936–2021)                       | 9 lutego 1997    | 5 lipca 2002    | Stowarzyszenie na rzecz Odrodzenia Madagaskaru |           |           |
| 4                                      |           | Marc Ravalomanana (1949–)                          | 22 lutego 2002   | 17 marca 2009   | Kocham Madagaskar                              |           |           |
| Głowa Wojskowego Dyrektoriatu          |           |                                                    |                  |                 |                                                |           |           |
|                                        |           | Hyppolite Ramaroson (1951–)                        | 17 marca 2009    | 17 marca 2009   | wojskowy                                       |           |           |
| Prezydent Wysokiej Władzy Przejściowej |           |                                                    |                  |                 |                                                |           |           |
|                                        |           | Andry Rajoelina (1974–)                            | 17 marca 2009    | 11 grudnia 2010 | Młodzi Zdecydowani Malgasze                    |           |           |

### Czwarta Republika
| Osoba                                  | Osoba                                  | Osoba                                             | Kadencja                               | Kadencja                               | Partia polityczna                      |                                        |                                        |
| #                                      | Portret                                | Imię i nazwisko                                   | Od                                     | Do                                     | Partia polityczna                      |                                        |                                        |
| Prezydent Wysokiej Władzy Przejściowej | Prezydent Wysokiej Władzy Przejściowej | Prezydent Wysokiej Władzy Przejściowej            | Prezydent Wysokiej Władzy Przejściowej | Prezydent Wysokiej Władzy Przejściowej | Prezydent Wysokiej Władzy Przejściowej | Prezydent Wysokiej Władzy Przejściowej | Prezydent Wysokiej Władzy Przejściowej |
| -------------------------------------- | -------------------------------------- | ------------------------------------------------- | -------------------------------------- | -------------------------------------- | -------------------------------------- | -------------------------------------- | -------------------------------------- |
|                                        |                                        | Andry Rajoelina (1974–)                           | 11 grudnia 2010                        | 25 stycznia 2014                       | Młodzi Zdecydowani Malgasze            |                                        |                                        |
| Prezydent                              |                                        |                                                   |                                        |                                        |                                        |                                        |                                        |
| 5                                      |                                        | Hery Rajaonarimampianina (1958–)                  | 25 stycznia 2014                       | 7 września 2018                        | Nowe Siły Madagaskaru                  |                                        |                                        |
| –                                      |                                        | Rivo Rakotovao (1960–) (pełniący obowiązki)       | 7 września 2018                        | 19 stycznia 2019                       | Nowe Siły Madagaskaru                  |                                        |                                        |
| 6                                      |                                        | Andry Rajoelina (1974–)                           | 19 stycznia 2019                       | 9 września 2023                        | Młodzi Zdecydowani Malgasze            |                                        |                                        |
| -                                      |                                        | Christian Ntsay (1961–) (pełniący obowiązki)      | 9 września 2023                        | 27 października 2023                   | bezpartyjny                            |                                        |                                        |
| -                                      |                                        | Richard Ravalomanana (1959–) (pełniący obowiązki) | 27 października 2023                   | 16 grudnia 2023                        | bezpartyjny                            |                                        |                                        |
| 6                                      |                                        | Andry Rajoelina (1974–)                           | 16 grudnia 2023                        | urzęduje                               | Młodzi Zdecydowani Malgasze            |                                        |                                        |